# Document no.6
A szócikk címe technikai okok miatt pontatlan. A helyes cím: document #6.
A Pg. 99 és a Process is Dead közösen kiadott kislemeze. A Pg. 99 oldalán lévő számok a „document #6” címen futnak a diszkográfiájukban. Ebből 2000 db példányt nyomtak, amelyekhez egy diakép is jár, illetve 200 db turné verzió is készült, amelyek kézzel készültek fekete borítóval és számozottak.

## Számok listája

### A oldal (Process is Dead)
1. your life, a real page turner (1:49)
2. poison the cake (2:44)

### B oldal (Pg. 99)
1. the sobering moment of one single violin (2:32)
2. you and your lumbering body of death (0:39)
3. goin' south (2:24)

turné verzió: